# 强壮风毛菊
强壮风毛菊（学名：Saussurea robusta）为菊科风毛菊属的植物。分布在哈萨克斯堤、俄罗斯、蒙古以及中国大陆的新疆等地，生长于海拔700米至2,000米的地区，一般生长在草滩、盐地附近放荒地和荒山坡，目前尚未由人工引种栽培。